# Bámbola
Pour plus de détails, voir Fiche technique et Distribution.
Bámbola est un mélodrame érotique franco-hispano-italien de Bigas Luna sorti en 1996.

## Fiche technique
Sauf indication contraire, les informations mentionnées dans cette section peuvent être confirmées par la base de données cinématographiques Unifrance,  présente dans la section « Liens externes ».
- Titre original espagnol : Bámbola
- Réalisation : Bigas Luna
- Scénario : Cesare Frugoni, Bigas Luna
- Photographie : Fabio Conversi
- Montage : Gianfranco Amicucci
- Musique : Lucio Dalla, Marco Bertoni, Enrico Serrotti
- Production : Massimo Ferrero, Marco Poccioni, Marco Valsania
- Sociétés de production : Star Line Productions, Rodeo Drive, Medusa Film, Euripide Productions, Canal+ España
- Pays de production :  Espagne •  Italie •  France
- Langue originale : italien
- Format : couleur • Son stéréo Dolby • 35 mm
- Durée : 96 minutes (1 h 36)
- Genre : mélodrame érotique
- Dates de sortie :
  - Italie : 20 septembre 1996
  - Espagne : 25 octobre 1996
  - France : 31 décembre 1997
- Mention :
  - Italie : Interdit aux moins de 18 ans[1]
  - France : Interdit aux moins de 16 ans[2]

## Distribution
- Valeria Marini : Bambola
- Stefano Dionisi : Flavio
- Jorge Perugorría : Furio
- Manuel Bandera : Settimio
- Anita Ekberg : Greta
- Antonino Iuorio : Ugo

## Accueil critique
Bámbola a reçu des critiques extrêmement négatives. Morando Morandini l'a décrit comme « le film le plus bête, le plus ridicule et le plus amateur du Catalan Bigas Luna », tandis que Paolo Mereghetti a été encore plus sévère, décrivant la sortie du film comme « un signe significatif et honteux de l'état de notre pays dans les années 1990 », ajoutant que « je n'ai jamais quitté une salle de cinéma avec un malaise aussi profond ».